# کوکاگالا
کوکاگالا (به لاتین: Kokagala) یک کوه در سری‌لانکا است که در ناحیه امپرا واقع شده‌است.